# Толчинський Володимир Давидович
Володимир Давидович Толчинський (рос. Владимир Давыдович Толчинский; нар. 8 липня 1925 — пом. 1996) — радянський футболіст і футбольний суддя. Грав за «Динамо» (Алма-Ата). Суддя всесоюзної категорії, представляв Алма-Ату. Упродовж сезонів 1960—1974 провів 79 поєдинків вищої ліги СРСР. Увійшов до списку 10 найкращих арбітрів Радянського Союзу сезону 1968 — перший представник Казахської РСР, що потрапив до списку найкращих суддів сезону.
З 1946 до 1954 року виступав за «Динамо» (Алма-Ата), що грало в класі «Б» (перша ліга), пізніше був тренером цієї команди. У 1950-х роках — завідувач спортвідділу казахської ради товариства «Динамо». У суддівство пішов з 1948 року. У 1960—1974 роках обслуговував ігри вищої ліги СРСР (79 матчів), судив фінал Кубка СРСР 1970: «Динамо» (Москва) — «Динамо» (Тбілісі) — 2:1. Увійшов до списку 10 найкращих арбітрів СРСР сезону 1968 — перший представник Казахської РСР, що потрапив списку найкращих суддів сезону. Тільки Михайлові Черданцеву (Алма-Ата) в 1977 році вдалося повторити цей успіх.
Випускник факультету журналістики Казахського державного університету. Працював спортивним журналістом і радіо- та телекоментатором, був головним редактором Казахського телебачення. Почесний знак «Почесний суддя» (1978). Певний час очолював Федерацію футболу Казахської РСР.
Щороку в листопаді в Астані проводять турнір пам'яті Володимира Толчинського, в якому беруть участь команди, сформовані з футбольних арбітрів.